# ربض مخطط
ربض مخطط (الاسم العلمي:Huernia striata) هو نوع غير مؤكد من النباتات يتبع جنس الربض من الفصيلة الدفلية.